# Стадницкий, Казимир
Казимир Петр Иероним Стадницкий (пол. Kazimierz Stadnicki; 29 июня 1808, Жмигруд — 9 апреля 1886, Львов) — польский граф, историк, член Академии знаний в Кракове.

## Биография
Представитель польского дворянского рода Стадницких герба «Шренява без креста». Старший сын польского помещика и историка, графа Антония Вацлава Стадницкого (1771—1836), и княжны Жозефы Яблоновской (1780—1861), дочери князя Станислава Яблоновского. Его братья — историк Александр, Владислав и Зигмунд Стадницкие.
Казимир получил свое начальное образование дома, где он заинтересовался историей, вдохновленный своим отцом. В 1826—1830 годах он изучал право в Венском университете, он окончил учебу без ученой степени, но позднее ему была присуждена степень доктора юридических наук. В 1843—1845 годах он занимал должность второго директора Галисийского кредитного земского общества. От имени сейма он занимался пенсионным окладом актеров и других работников Львовского театра. В 1842—1850 годах он был членом Постоянного департамента Галицийских станов, с 13 апреля 1855 года был советником губернаторства во Львове. Он носил титул императорско-королевского камергера. В 1873 году Казимир был назначен действительным членом Академии знаний в Кракове, он не был связан ни с одним университетским центром. Он был награжден рыцарским крестом Ордена Железной Короны в 1854 году. С 1859 года он был сотрудником Галицкого отделения сберегательного банка во Львове. Он не завел семью, его похоронили на Лычаковском кладбище рядом с братом Александром в фамильной могиле.
Его научные интересы включали средневековую историю Литвы и Руси, геральдику, генеалогию. В работе «Piasty» (1842) он обсуждал процесс организации католической церкви в Польше и ее значение в обращении славянских племен в Померании. Используя неизвестные или малоизвестные русские и литовские летописи, он представил политическую историю Литвы 14-го века (Synowie Gedymina, два тома, 1849—1853). Он разработал исторические комментарии к произведениям Шекспира. Он был известен острой общественной полемикой.
Из других работ Казимира Стадницкого можно назвать:
- O pierwszych zaborach Waregów na ziemi Lachów (1842—1844)
- Rodowody domu Stadnickich (1857—1861)
- Bracia Władysława Jagiełły (1867)[1]
- Olgierd i Kiejstut (1870)
- Koryjat Gedyminowicz i Koryjatowicze (1877)[2]
- Przyczynek do heraldyki polskiej w średnich wiekach (1879)[3]
- O tronie elekcyjnym domu Jagiellonów w Polsce (1880)
- O początkach arcybiskupstwa i biskupstw katolickich łacińskiego obrządku na Rusi halickiej i Wołyniu (1882)[4]